# Salisbury (Massachusetts)
Salisbury ist eine Kleinstadt im Essex County des Bundesstaats Massachusetts in den Vereinigten Staaten. Das U.S. Census Bureau hat bei der Volkszählung 2020 eine Einwohnerzahl von 9236 ermittelt. 
Die Gemeinde ist ein beliebter Ferienort am Atlantischen Ozean, nördlich von Boston an der Grenze zu New Hampshire gelegen. Es ist die Heimat des touristischen Salisbury Beach Boardwalk.

## Geografie
Salisbury ist die nördlichste Stadt in Massachusetts. Die Stadt liegt am nördlichen Ufer des Merrimack River an dessen Mündung und grenzt im Osten an den Atlantischen Ozean, im Süden an den Merrimack River und Newburyport, im Westen an Amesbury und im Norden an Seabrook, New Hampshire. In der Stadt befindet sich das Salisbury Beach State Reservation, ein Park, der die gesamte Meeresküste und einen kleinen Teil im Landesinneren umfasst, sowie die Ram Island und Carr Island State Wildlife Management Areas, die beiden Inseln, die in der Mitte des Merrimack liegen (zusammen mit Eagle Island, die nicht geschützt ist). Ein Großteil der Stadt ist von Sümpfen bedeckt, besonders im östlichen Teil der Stadt. Mehrere Bäche und Flüsse fließen ebenfalls durch die Stadt. Die Stadt besteht aus drei Dörfern, Salisbury Beach, Salisbury Plains und Browns Point.

## Geschichte
Dies war einst das Gebiet des Pentucket-Stammes der Penacook-Indianer. Es wurde 1638 von den Engländern als Colchester besiedelt, und 1639 als Salisbury gegründet, benannt nach Salisbury in Wiltshire, England. Die ursprünglichen Straßen im Zentrum der Stadt bildeten einen kompakten Halbkreis, der es den Bewohnern ermöglichte, im Falle eines Angriffs schnell das Garnisonsgebäude zu erreichen. Diese Straßen existieren immer noch, obwohl die Form heute dreieckig ist und von der Elm Street, School Street und Bridge Road begrenzt wird. Eine der beiden größten Ängste war damals der Indianerstamm der Naumkeags, und so hielten die Männer der Stadt abwechselnd Wache gegen einen Überraschungsangriff, vor allem nachts. Die Naumkeags waren jedoch durch die Pest dezimiert worden, und die Bedrohung war nicht mehr das, was sie einmal gewesen sein mag. Die zweite Bedrohung ging von den Wölfen aus, die es zuhauf gab und die das Vieh töteten.
Die ursprünglichen Bewohner, darunter Richard Currier, erhielten ein kleines Hausgrundstück in der Nähe des Stadtzentrums und ein größeres Grundstück außerhalb des Zentrums für die Landwirtschaft. Familien besaßen auch große Abschnitte von „sweepage lots“ in der Nähe des Strandes, wo sie offenbar das Heu der Salzwiesen ernteten. Das Gebiet bestand damals fast vollständig aus Wald, der für den Bau von Häusern und die Bepflanzung von Feldern gerodet werden musste.
Richard Currier war ein Mühlenbauer und gehörte zu den ersten Siedlern von Salisbury. Er ist in der ersten Aufteilung der Hausgrundstücke 1640 aufgeführt und erhielt 1641 und 1642 weiteres Land. Im Jahr 1654 gab es sechzig Gemeindemitglieder in Salisbury und sie stimmten dafür, dass dreißig Familien ausgewählt werden sollten, um westlich des Powow River zu ziehen. Achtzehn dieser Familien waren Gemeindemitglieder und die Zahl der Gemeindemitglieder wurde auf 26 erhöht, als Salisbury New Town 1668 zur Stadt Amesbury wurde.
Im Jahr 1866 wurde die Beach Road über den Great Marsh gebaut, die den Zugang zu den fünf Meilen unberührten Strandes der Stadt ermöglichte. Sie entwickelte sich zu einem blühenden Sommerstrandresort mit Hotels, Restaurants, Geschäften, Ferienhäusern, Spielhallen und Vergnügungsparks. Das Resort blieb bis in die 1960er Jahre lebendig, dann verblasste es allmählich. Der Pirate’s Fun Park, der letzte kleine Vergnügungspark, schloss 2004 und wurde durch Eigentumswohnungen ersetzt.

## Demografie
Laut einer Schätzung von 2019 leben in Salisbury 9534 Menschen. Die Bevölkerung teilt sich im selben Jahr auf in 95,9 % Weiße, 0,7 % Afroamerikaner, 0,1 % amerikanische Ureinwohner, 1,1 % Asiaten, 0,2 % Ozeanier und 1,0 % mit zwei oder mehr Ethnizitäten. Hispanics oder Latinos aller Ethnien machten 3,6 % der Bevölkerung aus. Das mittlere Haushaltseinkommen lag bei 81.304 US-Dollar und die Armutsquote bei 6,2 %.

## Infrastruktur
Die Stadt liegt am nördlichen Ende der U.S. Route 1 in Massachusetts. Die Stadt bildet auch die nördlichen Endpunkte der Interstate 95 in Massachusetts und der Interstate 495, die nur eine Viertelmeile in der Stadt liegt.

## Söhne und Töchter der Stadt
- Josiah S. Johnston (1784–1833), Politiker
- Caleb Cushing (1800–1879), Jurist, Politiker und Diplomat
- Amos Morrill (1809–1884), Jurist